# Cidariophanes
Cidariophanes là một chi bướm đêm thuộc họ Geometridae.